# American Bar Association
La American Bar Association (ABA, generalmente traducido al español como Colegio de Abogados de Estados Unidos), fundada el 21 de agosto de 1878, es un colegio de abogados de membresía voluntaria de Estados Unidos y que no está sujeta a ninguna jurisdicción estatal específica. 
Según la organización, sus actividades principales son el establecimiento de estándares académicos para escuelas de derecho, y la formulación de un código ético modelo para el ejercicio de la abogacía. El ABA cuenta con 410.000 miembros y su oficina central se encuentra en Chicago, Illinois; también cuenta con una importante oficina regional en Washington D. C.